# رويال رينولدز جونيور
رويال رينولدز جونيور (بالإنجليزية: Royal Reynolds, Jr.)‏ هو عسكري أمريكي، ولد في 17 أكتوبر 1910 في كاليفورنيا في الولايات المتحدة، وتوفي في 24 نوفمبر 2003 في مقاطعة أرلنغتون في الولايات المتحدة.